# Čeboksari
Šupaškar (ruski: Чебокса́ры, čuvaški: Шупашкар – u prijeslovu: Šupaškar, tatarski: Çabaqsar) je glavni grad Čuvašije u Rusiji. Dijeli na tri upravna okruga: Kalinjinski, Lenjinski, Moskovski i na prekovolško područje. 
- Zemljopisni položaj mu je 56°08′N 47°14′E / 56.133°N 47.233°E.
- Broj stanovnika: 453.700 2004.

Leži na rijeci Volgi, 129 km zapadno od grada Kazanja. Ima oko 450,000 stanovnika. Prvi put se spominje 1371. godine. Gradom je postao 1555., a nagli razvoj je počeo izgradnjom pruge 1939. Zastupljene su različite industrije: strojogradnja, proizvodnja traktora, namještaja i tekstila, te prehrambena industrija. To je sveučilišni grad u kojem se nalaze Akademija znanosti, Čuvaška nacioalna akademija, kazališta i muzeji. Postoji grad-satelit, Novočeboksarsk nekih 8 km istočno, sa 125.600 stanovnika; s velikom hidroelektranom i jakom kemijskom industrijom. 

## Povijest
Čeboksari se prvi put spominje 1469. u pisanim izvorima, kada su ovuda prolazili ruski vojnici, odlazeći prema Kazanjskom Kanatu. Prema arheološkim iskopinama, štoviše, područje je bilo naseljeno znatno ranije. Za vrijeme kanata, grad je imao tatarsko ime Çabaqsar, a naseljavali su ga Čuvaši i Tatari. Sadanje rusko ime potiče od ovog imena.
1555. godine, Rusi su sagrdili tvrđavu s naseljem. 1625. je ondje se nalazilo 458 vojaka izbrojano, a 1646. je izbrojan 661 muškarac koji je živio u naselju. Koncem 17. stoljeća, Čeboksare se smatralo velikim trgovinskim gradom Povolžja, a 1781. je zaprimio status grada Kazanjske pokrajine. Početkom 19. stoljeća, broj stanovnika je bio 5.500, i grad je imao pilanu i nekoliko manjih manufaktura.
Čeboksari je poznat i po svojim crkvama, njih 25, i po četiri samostana. Čeboksarska zvona su bila poznata i u Londonu i Parizu.
U 16. i prvoj polovici 17. stoljeća Vvedenska katedrala, 4 samostana i osam crkava je bilo sagrađeno, a u 18. stoljeću su izgrađene i kamene građevine riznice i pismohrane, magistrata, suda i još 10 crkava.
1880. su izbrojane u Čeboksarima 783 kuće, od kojih 33 kamene, 91 prodavaonica, trije škole, dvije bolnice i banka.
Početkom 20. stoljeća, u Čeboksarima je živilo svega 5.100 stanovnika.

## Kultura
Kao i brojni drugi ruski gradovi, Čeboksari ima izvrsne objekte kulture. U njemu je operno-baletno kazalište, filharmonijski orkestar, brojna kazališta (koja daju predstave i na ruskom i na čuvaškom jeziku).
Vrlo popularno okupljalište domaćeg stanovništva je nedavno završeni zaliv (zaljev), lijepo smještenog u gradu. Stanovnici se ovdje okupljaju, druže, obilaze kafiće. 
U Čeboksariju su prekrasna šetališta i plaže duž Volge, kamo se stanovnici odlaze kupati.
Brojni su grijani bazeni, klubovi zdravlja, muzeji (uključujući i jedini muzej piva u Rusiji).

## Obrazovanje
U obrazovne ustanove spadaju Čuvaško državno sveučilište i Čuvaški državni pedagoški institut.

## Gospodarstvo
Čeboksari je smješten nedaleko hidrocentrale (snage 1404 MW), s akumulacijskim jezerom površine 2274 km².

## Promet

### Zračni promet
Čeboksari zračna luka (IATA CSY, ICAO UWKS) je međunarodna zračna luka od 1995. jgodine. Prima i putničke i teretne zrakoplove svih vrsta i veličina. 
Čeboksari imaju redovnu zračnu vezu prema Moskvi, ali i prema još nekim odredištima.
Čeboksari su udaljeni dvije ure vožnje od Nižnjeg Novgoroda, grada s međunarodnim zračnim vezama preko Lufthanse.

### Riječni promet
Glede činjenice da Volga prolazi kroz Čuvašiju, Čeboksari su česta postaja brojnih krstarenja Volgom.
Prema jugu, Volgograd, Rostov na Donu, Astrahan, Kaspijsko jezero i Crno more su izravno dostupni.
Prema zapadu, Volga spaja Čeboksari s Nižnjim Novgorodom, Jaroslavljem, Moskvom i sjevernim dijelovima Rusije.
Koristeći plovila tipa rijeka-more, moguće je prevesti teret iz čuvaških riječnih luka sve do Sankt-Peterburga, Novorosijska (na Crnom moru), Astrahana i lukama na Dunavu. Ali, ograničenje se sastoji u tome da je Volga smrznuta od prosinca do travnja.

### Javni prijevoz
Javni prijevoz u Čeboksarima je među najboljima u Rusiji. Opsežni sustav trolejbusa, autobusa i minibusa pokriva grad, omogućavajući brzi pristup svim dijelovima grada. 
Za one koje više vole ići taksijem, u gradu ima nekoliko taksi-agencija. Među domaćima, omiljeno prijevozno sredstvo su takozvani "ciganski" taksiji. U Rusiji, svatko tko posjeduje automobil je mogući taxi.  Ovo je zgodan način za "provlačiti se", ali nosi i moguće opasnosti. Službeni taksiji dođu manje od dva dolara za vožnju između većine odredišta unutar ovog grada.

## Gradovi pobratimi
Čeboksari je zbratimljen s mađarskim gradom Egerom.
Vremenska zona: Moskovsko vrijeme

## Vanjske poveznice
- Slike iz Čeboksarih
- Vodič: Čeboksari na Wikivoyageu